# Cocoa Brown
Farah Brown (Newport News, 9 de octubre de 1972), conocida profesionalmente como Cocoa Brown, es una actriz, escritora y comediante estadounidense.

## Biografía
Brown nació en Newport News, Virginia. Se graduó en la Universidad de la Commonwealth de Virginia y realizó una maestría en la Universidad de Phoenix. Inició su carrera como humorista, presentándose en programas como ComicView y One Mic Stand. Más tarde registró apariciones en televisión, realizando papeles menores en las series ER y Breaking Bad.
En 2011, Brown fue escogida para integrar el reparto de comediantes de la serie Tyler Perry's For Better or Worse en el papel de Jennifer, la mejor amiga del personaje interpretado por Tasha Smith. La serie se extendió por seis temporadas. En 2014 protagonizó con Nia Long, Wendi McLendon-Covey, Zulay Henao y Amy Smart la comedia The Single Moms Club, recibiendo buenas reseñas por su actuación. El año siguiente apareció en la comedia Ted 2.
En 2016 interpretó el papel de un miembro del jurado en la serie biográfica The People v. O. J. Simpson: American Crime Story, producida por Ryan Murphy. Dos años después volvió a trabajar con Murphy, interpretando el papel de Carla Price en la serie dramática 9-1-1.

## Filmografía

### Cine
| Año  | Película                 | Papel               | Notas     |
| ---- | ------------------------ | ------------------- | --------- |
| 2003 | Blue Moon                | M.C.                | Corto     |
| 2006 | Mahoghany Blues          | Lawanza             | Corto     |
| 2008 | Attitude for Destruction | Reportera           |           |
| 2008 | Lakeview Terrace         | Mujer en el bar     |           |
| 2008 | An American Carol        | Guarda de seguridad |           |
| 2009 | Robbin' in da Hood       | Mae Mae             |           |
| 2009 | Dukes and the Dutchess   | Raven Dukes         |           |
| 2010 | Friendship!              | Polizistin          |           |
| 2010 | Dad's Home               | Guarda de seguridad | Telefilme |
| 2010 | I Want Candy             | Chantelle           | Corto     |
| 2014 | The Single Moms Club     | Lytia               |           |
| 2015 | Ted 2                    | Joy                 |           |
| 2017 | Chi Nu Legacy            | Profesora Stewart   |           |
| 2018 | The Other Side           |                     |           |
| 2019 | His, Hers & the Truth    | Sra. Smith          |           |
| 2019 | Happy Thanksgiving       | Claudia             |           |
| 2020 | Lethal Procedures        | Beverly Smith       |           |
| 2020 | Brother's Grim           | Grace               |           |
| 2020 | Fruits of the Heart      | Sra. Woods          |           |

### Televisión
| Año           | Título                                | Papel                     | Notas         |
| ------------- | ------------------------------------- | ------------------------- | ------------- |
| 2004          | The Young and the Restless            |                           | 1 episodio    |
| 2004          | Las Vegas                             |                           | 1 episodio    |
| 2007          | ER                                    | Judy                      | 1 episodio    |
| 2009          | Breaking Bad                          | Mujer del correo          | 1 episodio    |
| 2009          | Secret Girlfriend                     | Jamilla                   | 1 episodio    |
| 2011          | Victorious                            | Enfermera                 | 1 episodio    |
| 2011          | 2 Broke Girls                         |                           | 1 episodio    |
| 2012          | Austin & Ally                         | Guarda de seguridad       | 1 episodio    |
| 2011–2017     | Tyler Perry's For Better or Worse     | Jennifer                  | 162 episodios |
| 2012          | GCB                                   | Chardonnay                | 1 episodio    |
| 2012          | The Soul Man                          | Hermana Williams          | 1 episodio    |
| 2013          | Don't Trust the B---- in Apartment 23 | Vecina                    | 1 episodio    |
| 2013          | Mr. Box Office                        | Midge                     | 1 episodio    |
| 2013          | Psych                                 | Big Wendy                 | 1 episodio    |
| 2015          | K.C. Undercover                       | Big Ange                  | 1 episodio    |
| 2016          | American Crime Story                  | Jeanette "Queen B" Harris | 5 episodios   |
| 2017          | Marlon                                | Patrice                   | 1 episodio    |
| 2018–presente | 9-1-1                                 | Carla Price               | 11 episodios  |
| 2019          | The Neighborhood                      | Regina                    | 1 episodio    |
| 2020          | Yo nunca                              | Directora Grubbs          | 2 episodios   |